# Iparhi Agapi Edo
Iparhi Agapi Edo (греч. Υπάρχει Αγάπη Εδώ, рус. Любовь здесь) − одиннадцатый студийный альбом греческого певца Сакиса Руваса, вышедший в 2006 году. Все песни исполнены на греческом языке.
Iparhi Agapi Edo включает 15 треков, один которых, «Mikros Titanikos» был написан Сакисом в честь греческого певца Гияниса Париоса. Альбом был также издан на Кипре и в Турции. Позже стал дважды платиновым, продажи превысили 80 000 копий.

## Список композиций
1. «O Iroas»
2. «De Pirazi»
3. «Ego Travao Zori»
4. «Psaxe Me»
5. «Poso Ponai Afto Pou Apofevgo»
6. «M’ena Adio»
7. «Mikros Titanikos» (Se Latrevo)
8. «18» (Iparhi Agapi Edo)
9. «Mira Mou»
10. «Ola Gyro Sou Gyrizoun»
11. «Ela Edo»
12. «Irthes»
13. «Fila Me Ki Allo»
14. «Yiati Se Thelo»
15. «To Ergo»